# Isabelle
Isabelle (en Japonès Shizue) és un personatge fictici de la sèrie de videojocs de Nintendo, Animal Crossing. Va fer el seu debut l'any 2012 en el videojoc Animal Crossing: New Leaf. En aquest, és un amable Shih-tzu que l'acompanya a la seva aventura com a alcalde, fent de secretària, amiga, guia i ajudant per avançar. Va ser molt ben rebuda per la comunitat de jugadors i ha tingut tanta popularitat que ha aparegut en altres franquícies, com Hello Kitty o Super Smash Bros. Ultimate. Avui en dia segueix sent un dels personatges més prominents de la sèrie fins al punt de ser la imatge que representa els videojocs.

## Concepte i creació
El seu nom en Japonès (Shizue) es pot interpretar com a "branca silenciosa", potser una referència a la tranquil·litat del joc del qual ve originalment, a més de ser una derivació de la raça de gos Shih-tzu. El seu nom anglès, Isabelle, possiblement prové de la semblança del seu cap amb un sac de bells, la moneda del joc (Isabelle = 'is a bell' = 'és una bell'. Es va dissenyar amb la intenció de ser un personatge amb el qual el jugador sent una connexió positiva. El seu color groc representa els raigs del sol, l'esperança i la felicitat. La seva roba està dissenyada per semblar una secretaria Japonesa, amb colors més rústics per encaixar amb l'entorn.

## Aparicions
Isabelle va aparèixer per primera vegada al videojoc Animal Crossing: New Leaf, juntament amb el seu germà bessó Digby. Després d'això ha sigut una integrant imprescindible en els següents jocs de la sèrie.
Els jocs en els quals apareix són: 
- Animal Crossing: New Leaf
- Animal Crossing: Happy Home Designer
- Animal Crossing: festival amiibo
- Animal Crossing: Pocket Camp
- Animal Crossing: New Horizons

La seva popularitat és tanta que ha aparegut en varies altres sèries de videojocs. La primera aparició va ser com a trofeu d'assistència al videojoc Super Smash Bros. (3DS/Wii U) i en la següent versió de joc (Super Smash Bros. Ultimate) com a personatge jugable. Va aparèixer a la famosa sèrie de jocs, Mario Kart, en les versions per Wii U (Mario Kart 8) i per la Nintendo Switch (Mario Kart 8 deluxe). 
i encara que no es pugi jugar com ella, sí que hi ha disfresses pels personatges principals a Super Mario Maker i Monster Hunter 4 Ultimate.

### En altres mitjans
Isabelle apareix una vegada en un manga a la revista CoroCoro. El compte oficial de Twitter de Animal Crossing porta el nom d'Isabelle i crea tuits a l'estil del personatge per tal de informar als jugadors sobre notícies de els jocs actuals o propers de Animal Crossing.

### Amiibo
Isabelle també té varies inclusiós en les figures (i cartes) d'Amiibo, la plataforma de joguines-a-la-vida (Toys-to-Life) de Nintendo. Isabelle és un dels personatges amb més inclòs ions en la col·lecció, amb un total de 3 figures i 5 cartes.

## Recepció
Isabelle ha tingut una acollida generalment positiva des del seu debut, fins al punt que s'ha convertit en la mascota de la sèrie Animal Crossing. L'escriptora Amy Valens explica que la seva popularitat és a causa de ser "Carinyosa, positiva i adorable". L'escriptora Nadia Oxford la va elogiar per la seva intel·ligència, afirmant que està "garantir convertir el teu cor en un bassal carmesí de pols pulsatiu". Ella també va assenyalar que l'únic que Nintendo ha de fer per aconseguir que torni a jugar a Animal Crossing: New Leaf és "Pujar una imatge d'Isabelle, el shih tzu, asseguda de manera abandonada al seu escriptori cobert de teranyines i una tassa de cafè congelada al seu costat".
Patricia Hernandez de Kotaku la va anomenar a adorable i la seva "estimada", però manifestava tristesa per la dificultat que tenia en obtenir la seva targeta amiibo. Henry Gilbert de GamesRadar la va anomenar la seva resident preferida a Animal Crossing per la seva aparença i fiabilitat. L'escriptora Brittany Vincent va anomenar a Isabelle un dels personatges més adorables de Animal Crossing. L'escriptor Jaime Carrillo la va anomenar la millor ajudant a un videojoc.
Es diu que Isabelle és potencialment bisexual o pansexual, indicada per la manera de la qual parla amb el personatge del jugador, independentment del gènere del mateix.

## Personalitat
Isabelle és una gosseta maldestra i que no li agrada la confrontació. Per això, és respectuosa amb els altres i és molt amable. Amb la mentalitat oberta i sortida, té molta voluntat de fer de la ciutat un lloc millor on viure, animant el jugador a fer tasques i projectes d'obres públiques. Igual que molts altres secretaris i secretaries, pot ser dura amb ella mateixa quan té un seguiment lateral i, com a inquietud compulsiva, deixa de banda la seva salut física en nom de la seva feina. Isabelle ha mostrat un sentiment d'agraïment i d'afecte amb el jugador, especialment el dia de Sant Valentí i fins i tot dona alguna pista que estigui enamorada del jugador al jugador, independentment del gènere d'ell.

## Marxandatge i promoció
Es va produir una figura Amiibo d'Isabelle conjuntament amb el llançament de Animal Crossing: amiibo festival. Un amiibo Super Smash Bros. basat en la seva aparició a Super Smash Bros. Ultimate va ser anunciat per al 2019. L'Amiibo de Isabelle es va esgotar immediatament, cosa que va provocar la sorpresa de l'escriptor Chris Carter, ja que les vendes d'Amiibo Animal Crossing solen ser altament baixes.
Els propietaris de la New Nintendo 3DS van poder intercanviar les plaques predeterminades per a plaques amb la cara d'Isabelle. Good Smile va treure una figura Nendoroid d'Isabelle. Una promoció “crossover” entre Sanrio i Animal Crossing condueix a un tema del menú digital que representa Hello Kitty i Isabelle en un camió. Line va treure múltiples adhesius digitals amb on sortia Isabelle.